# Joaquim Silvério de Sousa
Joaquim Silvério de Sousa (São Miguel do Piracicaba, 20 de julho de 1859 – Diamantina, 30 de agosto de 1933), foi um prelado brasileiro da Igreja Católica, que foi bispo e arcebispo de Diamantina.

## Biografia

### Vida inicial
Nascido na Fazenda das Peneiras, perto de São Miguel do Piracicaba, hoje Rio Piracicaba em 20 de julho de 1859, era filho de Antônio de Souza Monteiro e de Ana Felícia Policena de Magalhães. Aos 13 anos ingressou no Seminário de Mariana, sob a direção dos padres da Congregação da Missão. Depois foi para o Seminário Maior do Caraça. Em 1881, quando o Imperador Dom Pedro II visitou o educandário, foi escolhido para falar, em nome do corpo discente, à Sua Majestade.
Em 24 de fevereiro de 1882, foi ordenado diácono e em 4 de março seguinte, recebeu a ordenação presbiteral de Dom Antônio Maria Correia de Sá e Benevides, bispo de Mariana. Após a ordenação presbiteral, além de ser professor de latim, português e história no Seminário do Caraça, foi vigário de Inficcionado, atual Santa Rita Durão, e capelão do Recolhimento das Freiras de Macaúbas. Além destes encargos, não deixou de cultivar as letras, colaborando em jornais católicos, como “O Apóstolo” e “Minas Gerais”.

### Episcopado
Em 16 de novembro de 1901, quando Dom João Antônio dos Santos estava quase cego vitimado por uma forte miopia, foi nomeado bispo coadjutor de Diamantina, recebendo a dignidade de bispo titular de Bagis, para auxiliá-lo no governo pastoral.
Recebeu a ordenação episcopal em 2 de fevereiro de 1902 de Dom Silvério Gomes Pimenta, bispo de Mariana, coadjuvado por Dom João Batista Correia Néri, bispo de Pouso Alegre e por Dom Fernando de Souza Monteiro, C.M., bispo do Espírito Santo.
Em 1903, fundou o jornal semanário "A Estrela Polar" para ser o veículo informativo da Diocese. Com a morte de Dom João Antônio dos Santos, sucedeu como bispo diocesano em 17 de maio de 1905.
Em 29 de janeiro de 1909, Dom Joaquim foi nomeado arcebispo coadjutor da Arquidiocese de São Sebastião do Rio de Janeiro, para auxiliar o cardeal Dom Joaquim Arcoverde de Albuquerque Cavalcanti, recebendo a dignidade de arcebispo titular de Axum. Contudo, alegando motivos particulares e questões de saúde, Dom Joaquim continuou em Diamantina. Assim, em 25 de janeiro de 1910, retorna ao governo pastoral da Diocese de Diamantina, como arcebispo ad personam.
Com a elevação da diocese de Diamantina a dignidade de arquidiocese metropolitana, torna-se seu primeiro arcebispo em 28 de junho de 1917, recebendo o pálio arquiepiscopal em 18 de outubro de 1919 das mãos de Dom Silvério Gomes Pimenta.
Em 1932, o então núncio apostólico no Brasil, Dom Benedetto Aloisi Masella, foi a Diamantina levar-lhe a condecoração que lhe fora dada pelo Papa Pio XI: a de Conde Romano e assistente ao Sólio Pontifício.
Dom Joaquim foi membro do Instituto Histórico e Geográfico do Brasil, da Sociedade Internacional de História de Paris, e fundador da Academia Mineira de Letras, onde ocupou a cadeira 23, cujo patrono é Joaquim Felício dos Santos, jurista diamantinense.
Morreu em 30 de agosto de 1933, em Diamantina.

## Homenagens
Entre outras homenagens, Dom João Antônio dos Santos dá seu nome a um município mineiro, Dom Joaquim, a um logradouro em Goiânia e a uma escola estadual em Diamantina.
No ano de seu centenário de nascimento, foi lançado um selo postal em sua homenagem.

### Obras
Dom Joaquim Silvério de Sousa foi autor, dentre outras obras:
- Sítios e personagens. Bello Horizonte: Imp. Official de Minas Geraes. 1895
- O Lar Católico. Belo Horizonte: Caritatem. 1900. ISBN 9786586086645
- Vida de D. Silverio Gomes Pimenta. 1. arcebispo de Marianna. São Paulo: Escolas Profissionaes do Lyceu Coração de Jesus. 1927